# Henri-Paul Boissonnas
Pour les articles homonymes, voir Boissonnas.
Henri-Paul Boissonnas (24 juin 1894, Genève - 6 août 1966, Zurich) est un peintre, restaurateur d'art et photographe genevois.

## Biographie
Il est le troisième fils du photographe genevois Frédéric Boissonnas et d'Augusta Magnin (1864-1940) et le frère d'Edmond-Édouard Boissonnas et de Paul Boissonnas. Il épouse Valentine Baud-Bovy (1899-1999), restauratrice de gravures anciennes et fille de Daniel Baud-Bovy, son professeur à l'École des Beaux-Arts et un grand ami de son père. 
Il est formé comme peintre, aquarelliste et illustrateur à l'école des beaux-arts de Genève.
Avec son père Frédéric Boissonnas, Daniel Baud-Bovy et son frère Edmond-Edouard, il voyage en Grèce et en Serbie en 1919. Il participe aux expéditions comme dessinateur, topographe et photographe auxiliaire. En avril 1921, il se rend en Asie Mineure avec le colonel suisse et historien militaire Fernand Feyler. Il y couvre la guerre gréco-turque pour le quotidien le Journal de Genève. Il se rend aussi en Roumanie en 1930-31. 
À la suite du décès de son frère, Edmond-Édouard Boissonnas en 1924, il lui succède à la tête de l'atelier familial de photographie (quai de la Poste à Genève) et des éditions familiales jusqu'en 1927. Après cette date, il revient à sa profession initiale de restaurateur d'art qu'il va pratiquer à Genève, puis à Zurich, où il s'installe dès 1934.

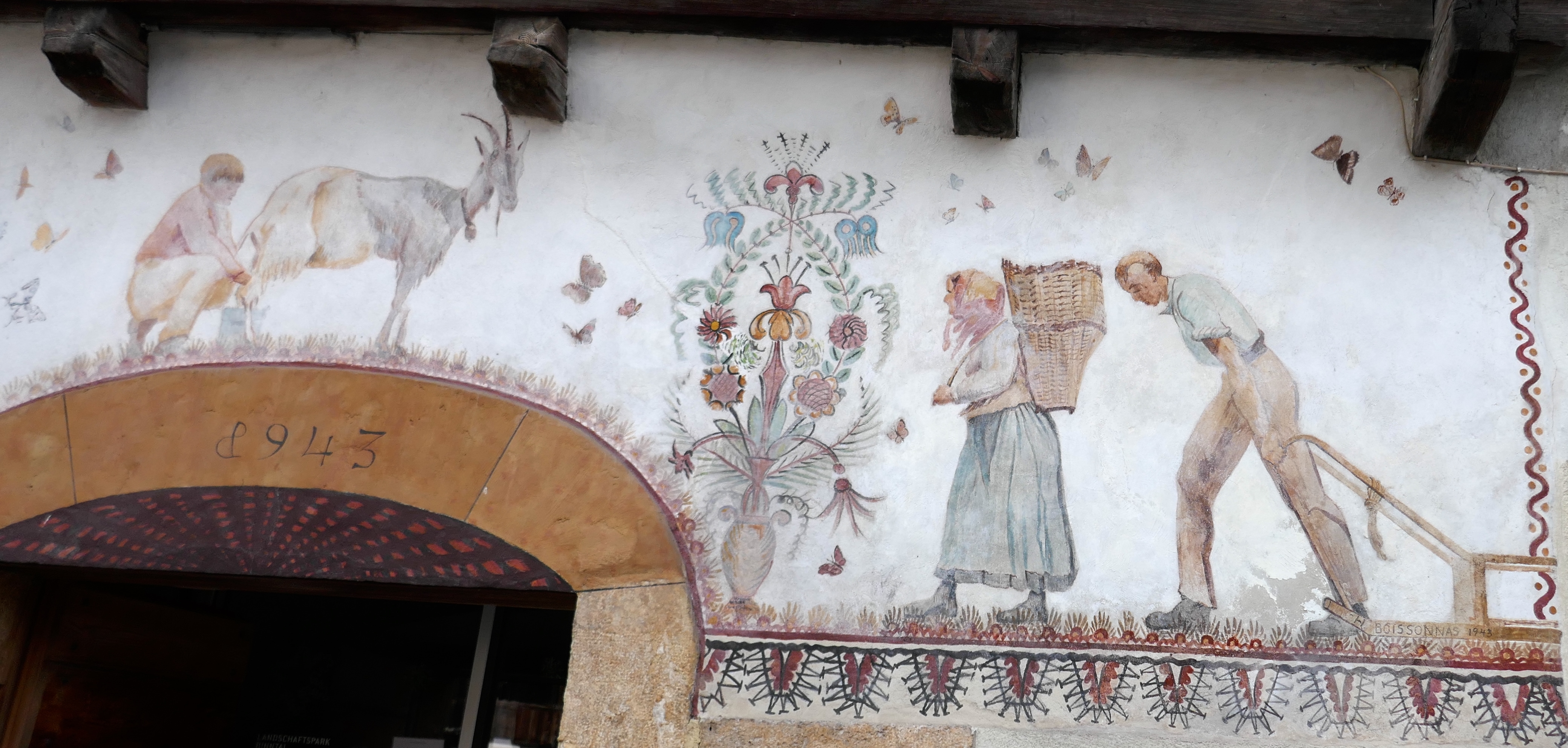
Fresque à Ernen, 1943.

Il est l'un des premiers à documenter ses restaurations, à appliquer des méthodes scientifiques (rayons X et UV). Il travaille pour des musées suisses (Genève, Berne et Zurich) et devient un spécialiste de la restauration des tableaux des Holbein. Il restaure en particulier le plafond roman de l'église de Zillis (1939-1941).

## Publications
- Daniel Baud-Bovy et Fred Boissonnas, Des Cyclades en Crète au gré du vent, Genève, Boissonnas, 1919, 157 p., Henri-Paul Boissonnas contribue à cet ouvrage

- Fred Boissonnas, avec la collab. de Gustave Jéquier, Pierre Jouguet, Henri Munier, Paul Trembley, Gaston Wiet, Égypte, Genève, Paris, Éd. Paul Trembley, Ducros et Colas, Leblanc et Troutmann, 1932, 190 p., dans cet ouvrage, les bandeaux, lettrines, vignettes et culs-de-lampe ont été spécialement dessinés en deux couleurs par Henri-Paul Boissonnas

## Annexe